# Kings of Leon
Kings of Leon je rocková skupina složená ze tří bratrů a bratrance ze Mt. Juliet v Tennessee. Pohybují se mezi žánry Southern rock, indie a blues. Jejich první a druhé album, která byla výborně hodnocena kritikou, jim získala množství fanoušků, především v Evropě.

## Historie

### Raná léta
Název skupiny je odvozen od jména Nathanova, Calebova a Jaredova otce a dědečka, oba se jmenovali Leon. Jared a Caleb se narodili v Tennessee, zatímco Nathan a Matthew v Oklahomě. Bratři strávili mnoho času v mládí cestováním po americkém Jihu s jejich otcem, cestujícím kazatelem, a jejich matkou, která je učila, když nebyli ve škole. Podle časopisu Rolling Stone „zatímco Leon kázal v kostelích a stanech na dálném Jihu, chlapci navštěvovali bohoslužby a občas zajišťovali údery do bubnů. Byli vyučováni doma nebo zapsáni v malých farních školách. Kromě pěti let, kdy se usadili v Jacksonu v Tennessee, Followillové strávili celé své dětství cestováním po Jihu v růžovém Oldsmobilu 1988, usazujíce se na týden, dva všude, kde měl Leon podle plánu kázat.“
Jejich otec byl zbaven kněžství a jejich rodiče se rozvedli v roce 1997 a po několika různých zaměstnáních se v roce 1998 bratři přestěhovali do Nashvillu. V roce 1999 založili skupinu s jejich bratrancem Matthewem. Jejich hudba je ovlivněna náboženskou výchovou, jejich jižanskými kořeny a také ostatními muzikanty včetně Matthewa R. Hudsona, který hrál na bicí podobným stylem jako Nathan.
Před tím, než se pustili do rock and rollu, zpívali bratři Nathan a Caleb country. Pracovali krátkou dobu s vydavatelstvím Pistol Creek Productions. Většinu času s tímto vydavatelstvím strávili zpíváním na rodeích. Také byli kratší dobu členy West Tennessee Mass Choir.
Nathan, nejstarší z bratrů, absolvoval dnes již zaniklou soukromou školu, Christian Life Academy, v Hendersonu, TN. Caleb školu opustil ve středním ročníku, aby se věnoval country.
Když zpívali s RCA, byli představeni skladateli a producentovi z Nashwillu, Angelovi Petragliovi, který dříve pracoval s umělci jako Brooks & Dunn, Trisha Yearwood a Martina McBride. Petraglia se pro kapelu ukázal jako velmi důležitý tím, že je posunul více rockově orientovaným směrem a podílel se na mnoha jejich písních. „Já jsem tyto hochy přeorientoval na Rolling Stones a mnoho starého surového rock and rollu,“ řekl.

### Holy Roller NovocaineEP
Bylo první vydání Kings of Leon. Obsahoval některé skladby, které byly později vydány na Youth and Young Manhood. Nicméně obsahuje i proslulou „Wicker Chair“. Na všech skladbách se podílel Petraglia.

### Youth & Young Manhood
Jejich start započal s albem Youth and Young Mandhood a s ním si získali hvězdnou popularitu, především mimo Spojené státy tím, že byli vybráni populárními rockovými kapelami The Strokes a U2, aby je doprovázeli na jejich tour. Na všech písních se opět podílel Petraglia, který také přispěl kytarou a koprodukoval album s Ethanem Johnsem. Skladba „Red Morning Light“ byla využita pro úvodní video v počítačové hře FIFA 2004. „Holy Roller Novocaine“ byla využita ve filmu Talladega Nights: The Ballad of Ricky Bobby a v TV show The Shield.

### Aha Shake Heartbreak
Jejich druhé album Aha Shake Heartbreak bylo vydáno ve Velké Británii v říjnu 2004 za všeobecného aplausu. Album bylo vychvalováno za mix garážového a jižanského rocku. „The Bucket“, „Four Kicks“ a „King of the Rodeo“ byly všechny vydány jako singly. „Aha Shake Heartbreak“ bylo vydáno 22. února 2005 v USA.

### Because of the Times
V březnu 2006 bylo NME ohlášeno, že Kings Of Leon jsou zpět ve studiu a pracují na třetím albu. Bubeník Nathan Followill NME.COM řekl: „Člověče, my právě teď sedíme na hromadě písniček a přejeme si, abychom je mohli nechat svět poslechnout!“
„Charmer“, „My Party“, „Arizona“ a „Fans“ byly uvedeny v Milwaukee ve Wisconsinu 2. července 2006 na Summerfestu, který možná měl i neplánovaný přídavek, který obsahoval další nové skladby, ale celý seznam zůstal utajen. Další nové skladby byly uvedeny později v roce 2006, včetně „On Call“, „McFearless“ a „Black Thumbnail“. The Kings hráli další novou skladbu zvanou „My Party“ na 2006 Austin City Limits Music Festival.
Třetí album Kings of Leon bylo nazváno Because of the Times, což je nepříliš jemná narážka na konferenci presbytariánských kněží v Alexandrii v Louisianě, kterou bratři často navštěvovali. Album bylo vydáno 2. května 2007 ve Velké Británii a o den později v USA. Albu předcházel single „On Call“, který byl k dispozici je stažení na iTunes 6. února. Single byl pro rádia uvolněn 26. února v USA a do prodeje šel ve Velké Británii 26. března. Tuto skladbu můžete momentálně slyšet na jejich MySpace stránce. 13. února album uniklo na P2P sítě a tak je k dispozici ke stažení jako „záložní“ kopie. Zdroj kopie je neznámý.

## Členové
- Caleb Followill (celým jménem Anthony Caleb Followill, 14. ledna 1982, v Memphisu, Tennessee) — (kytara/zpěv)
- Jared Followill (celým jménem Michael Jared Followill, 20. listopadu 1986, v Memphisu, Tennessee) — (basová kytara)
- Nathan Followill (celým jménem Ivan Nathaniel Followill, 26. června 1979 v Oklahoma City, Oklahoma) — (bicí/doprovodný zpěv)
- Matthew Followill (celým jménem Cameron Matthew Followill, 10. září 1984, v Oklahoma City, Oklahoma) — (sólová kytara)

Christopher „Nacho“ Followill, další bratranec bratrů, často cestuje s Kings of Leon jako technik, stejně tak se objevil na videu Four Kicks.

## Diskografie
- Youth & Young Manhood (2003)
- Aha Shake Heartbreak (2004)
- Because of the Times (2007)
- Only by the Night (2008)
- Come Around Sundown (2010)
- Mechanical Bull (2013)
- WALLS (2016)
- When You See Yourself (2021)
- Can We Please Have Fun (2024)